# Jacques d'Armagnac
Giacomo d'Armagnac, Jacque in francese (1437 circa – 4 agosto 1477), è stato un nobile francese, fu conte di Pardiac, visconte di Carlat, Conte di la Marche e di Castres e duca di Nemours dal 1462 fino alla sua morte.

## Origine
Giacomo, secondo Pierre de Guibours, detto Père Anselme de Sainte-Marie o più brevemente Père Anselme, era il figlio maschio primogenito del conte di Pardiac, visconte di Carlat, Conte di la Marche e di Castres, ed infine duca di Nemours, Bernardo d'Armagnac e della moglie, la Contessa di la Marche e di Castres, ed infine Duchessa di Nemours, Eleonora di Borbone-La Marche, che, secondo Père Anselme, era figlia del Conte di la Marche, Giacomo II di Borbone-La Marche, che fu anche re d'Ungheria, re di Gerusalemme, re di Sicilia e di Beatrice, principessa di Navarra, che era la figlia quartogenita del re di Navarra, conte d'Évreux e duca di Nemours, Carlo III di Navarra detto il Nobile, e di Eleonora Enriquez.
Bernardo d'Armagnac, conte di Pardiac, secondo Pierre de Guibours, detto Père Anselme de Sainte-Marie o più brevemente Père Anselme, era il figlio maschio secondogenito del Conte di Rodez, conte d'Armagnac e di Fezensac, conte di Charolais e visconte di Lomagne e d'Auvillar, Bernardo VII (1360 circa -† 1418) e della signora di Faucigny, Bona di Berry (1362 circa- 1435), che, sia secondo i Documens historiques et généalogiques sur les familles et les hommes remarquables du Rouergue, che secondo Père Anselme, era la figlia terzogenita del duca di Berry e d'Alvernia e conte di Poitiers e Montpensier, Giovanni di Francia (1340 † 1416) e della prima moglie Giovanna d'Armagnac (24 giugno 1346-1387).

## Biografia
Figlio di Bernardo d'Armagnac e di Eleonora di Borbone-La Marche, già nel 1446 veniva citato col titolo di Conte di Castres, quando ai suoi genitori venne assegnato, in via provvisoria, il ducato di Nemours.
Giacomo servì sotto Carlo VII di Francia in Normandia tra il 1449 e il 1450, e successivamente in Guienna.
Giacomo (Monseigneur le conte de Castres, fils du conte de la Marche), nell'agosto del 1449, secondo la Chronique de Charles VII, roi de France, fu tra coloro che accompagnarono il re di Francia, Carlo VII, in Normandia.
I suoi genitori, Bernardo e Eleonora, ottennero formalmente il ducato di Nemours ed il titolo di Paria di Francia, con lettera datata 3 aprile 1461, registrato al parlamento il 19 giugno 1462 e poi confermato ai loro nipoti il 2 agosto 1484.
Sua madre, nel 1461, gli aveva ceduto tutti i suoi diritti sulla contea di La Marche.
Suo padre, Bernardo morì il 4 maggio 1462.
Giacomo gli succedette in tutti i suoi titoli.
Il nuovo re di Francia Luigi XI lo ricoprì di onori: gli fece sposare sua nipote Luisa d'Angiò, figlia di Carlo del Maine ed inoltre, nel 1465 gli riconobbe la contea di La Marche, contro le pretese di Giovanni dei Borbone-Vendôme.
Successivamente però Giacomo non si sentì abbastanza considerato per le sue imprese nel Midi, e perciò nel 1465 si unì alla Lega del bene pubblico contro il Re.
Si riconciliò con lui una prima volta, ma poi intrigò nuovamente contro il monarca e, nel 1469, Giacomo, accusato di tradimento e collusione con gli Inglesi, rinunciò ai suoi privilegi di Paria di Francia. Gli vennero confiscati tutti i suoi beni.
Dopo averlo perdonato già un paio di volte, il Re si spazientì con Giacomo, accusato nuovamente di tradimento del re e dello stato e collusione con gli Inglesi e col duca di Borgogna, Carlo il Temerario, lo assediò nel suo castello di Carlat (1475) lo catturò e, avendo, nel 1469, rinunciato al suo diritto di Paria, lo rinchiuse nel Castello di Pierre-Scize, presso Lione, da alcuni anni prigione di Stato.
L'anno seguente fu trasferito alla Bastiglia.
Il duca venne trattato in modo particolarmente duro, e, nel 1477 fu giudicato dal parlamento e condannato a morte, il 4 agosto ed infine decapitato, in quello stesso giorno.
Sembra che Luigi XI, si fosse pentito di averlo fatto uccidere; comunque solo dopo la sua morte, nel 1484, il ducato di Nemours fu restituito ai suoi discendenti, non la Contea di la Marche, che nel 1472 era stata data al futuro genero di Luigi XI, Pietro di Borbone.

## Matrimonio e discendenza
Giacomo, nel 1462, aveva sposato Luisa d'Angiò, figlia di Carlo, Conte del Maine e di Guisa e della sua seconda moglie, Isabella di Lussemburgo; il contratto di matrimonio era stato fatto a Poitiers il 12 giugno di quello stesso anno.
Giacomo e sua moglie Luisa ebbero sei figli:
- Giacomo  (1465 circa-1477), portato a Perpignano, dopo la morte del padre, morì di peste[12];
- Giovanni Duca di Nemours (1467-1500)[12];
- Luigi, Duca di Nemours  (1472-1503)[16]
- Margherita, Duchessa di Nemours († dopo il 1503), sposò, nel 1503, Pietro I di Rohan[17];
- Caterina († 1487), sposò Giovanni II di Borbone nel 1484 e morì di parto[17]
- Carlotta, Duchessa di Nemours († dopo il 1504), sposò Carlo di Rohan[17], figlio di Pietro I.

## Ascendenza
|                                              |                                               |                                              | Genitori                                        |  |  | Nonni |  |  | Bisnonni                                 |  |  | Trisnonni                                |  |
|                                              |                                               |                                              |                                                 |  |  |       |  |  | 8. Giovanni II, conte d'Armagnac e Rodez |  |  | 16. Giovanni I, conte d'Armagnac e Rodez |  |
|                                              |                                               |                                              |                                                 |  |  |       |  |  | 8. Giovanni II, conte d'Armagnac e Rodez |  |  | 16. Giovanni I, conte d'Armagnac e Rodez |  |
|                                              |                                               | 17. Beatrice di Charolais                    |                                                 |  |  |       |  |  | 8. Giovanni II, conte d'Armagnac e Rodez |  |  |                                          |  |
| 4. Bernardo VII, conte d'Armagnac e Rodez    |                                               |                                              |                                                 |  |  |       |  |  | 8. Giovanni II, conte d'Armagnac e Rodez |  |  |                                          |  |
|                                              |                                               | 9. Giovanna di Périgord                      | 18. Ruggero Bernardo, conte di Périgord         |  |  |       |  |  |                                          |  |  |                                          |  |
|                                              |                                               | 9. Giovanna di Périgord                      | 18. Ruggero Bernardo, conte di Périgord         |  |  |       |  |  |                                          |  |  |                                          |  |
|                                              |                                               | 9. Giovanna di Périgord                      | 19. Eleonora di Vendôme                         |  |  |       |  |  |                                          |  |  |                                          |  |
| 2. Bernardo d'Armagnac, conte di Pardiac     |                                               | 9. Giovanna di Périgord                      |                                                 |  |  |       |  |  |                                          |  |  |                                          |  |
|                                              |                                               | 10. Giovanni, duca di Berry                  | 20. Giovanni II, re di Francia                  |  |  |       |  |  |                                          |  |  |                                          |  |
|                                              |                                               | 10. Giovanni, duca di Berry                  | 20. Giovanni II, re di Francia                  |  |  |       |  |  |                                          |  |  |                                          |  |
|                                              |                                               | 10. Giovanni, duca di Berry                  | 21. Bona di Lussemburgo                         |  |  |       |  |  |                                          |  |  |                                          |  |
| 5. Bona di Berry                             |                                               | 10. Giovanni, duca di Berry                  |                                                 |  |  |       |  |  |                                          |  |  |                                          |  |
|                                              |                                               | 11. Giovanna d'Armagnac                      | 22. Giovanni I, conte d'Armagnac e Rodez (= 16) |  |  |       |  |  |                                          |  |  |                                          |  |
|                                              |                                               | 11. Giovanna d'Armagnac                      | 22. Giovanni I, conte d'Armagnac e Rodez (= 16) |  |  |       |  |  |                                          |  |  |                                          |  |
|                                              |                                               | 11. Giovanna d'Armagnac                      | 23. Beatrice di Charolais (= 17)                |  |  |       |  |  |                                          |  |  |                                          |  |
| 1. Giacomo d'Armagnac, duca di Nemours       |                                               | 11. Giovanna d'Armagnac                      |                                                 |  |  |       |  |  |                                          |  |  |                                          |  |
|                                              | 12. Giovanni I di Borbone, conte di La Marche | 24. Giacomo I di Borbone, conte di La Marche |                                                 |  |  |       |  |  |                                          |  |  |                                          |  |
|                                              | 12. Giovanni I di Borbone, conte di La Marche | 24. Giacomo I di Borbone, conte di La Marche |                                                 |  |  |       |  |  |                                          |  |  |                                          |  |
|                                              | 12. Giovanni I di Borbone, conte di La Marche | 25. Giovanna di Châtillon                    |                                                 |  |  |       |  |  |                                          |  |  |                                          |  |
| 6. Giacomo II di Borbone, conte di La Marche | 12. Giovanni I di Borbone, conte di La Marche |                                              |                                                 |  |  |       |  |  |                                          |  |  |                                          |  |
|                                              |                                               | 13. Caterina, contessa di Vendôme            | 26. Giovanni VI, conte di Vendôme               |  |  |       |  |  |                                          |  |  |                                          |  |
|                                              |                                               | 13. Caterina, contessa di Vendôme            | 26. Giovanni VI, conte di Vendôme               |  |  |       |  |  |                                          |  |  |                                          |  |
|                                              |                                               | 13. Caterina, contessa di Vendôme            | 27. Giovanna di Ponthieu, signora d'Épernon     |  |  |       |  |  |                                          |  |  |                                          |  |
| 3. Eleonora di Borbone-La Marche             |                                               | 13. Caterina, contessa di Vendôme            |                                                 |  |  |       |  |  |                                          |  |  |                                          |  |
|                                              |                                               | 14. Carlo III, re di Navarra                 | 28. Carlo II, re di Navarra                     |  |  |       |  |  |                                          |  |  |                                          |  |
|                                              |                                               | 14. Carlo III, re di Navarra                 | 28. Carlo II, re di Navarra                     |  |  |       |  |  |                                          |  |  |                                          |  |
|                                              |                                               | 14. Carlo III, re di Navarra                 | 29. Giovanna di Francia                         |  |  |       |  |  |                                          |  |  |                                          |  |
| 7. Beatrice di Navarra                       |                                               | 14. Carlo III, re di Navarra                 |                                                 |  |  |       |  |  |                                          |  |  |                                          |  |
|                                              |                                               | 15. Eleonora di Castiglia                    | 30. Enrico II, re di Castiglia e León           |  |  |       |  |  |                                          |  |  |                                          |  |
|                                              |                                               | 15. Eleonora di Castiglia                    | 30. Enrico II, re di Castiglia e León           |  |  |       |  |  |                                          |  |  |                                          |  |
|                                              |                                               | 15. Eleonora di Castiglia                    | 31. Giovanna di Castiglia                       |  |  |       |  |  |                                          |  |  |                                          |  |
|                                              |                                               | 15. Eleonora di Castiglia                    |                                                 |  |  |       |  |  |                                          |  |  |                                          |  |

### Fonti primarie
- (FR)  Histoire généalogique et chronologique de la maison royale de France, tomus I.
- (FR)  Histoire généalogique et chronologique de la maison royale de France, tomus III.
- (FR)  Documens historiques et généalogiques sur les familles et les hommes remarquables du Rouergue.
- (FR)  Chronique de Charles VII, roi de France